# Estaments

Una representació francesa del de l’ordre social tripartit de l'edat mitjana: Oratores ("els que resen"), Bellatores ("els que lluiten") i Laboratores ("els que treballen").

Els estaments, els tres estaments, els tres estats o els tres braços (per al cas específic de la Corona d'Aragó) eren els grans ordres de jerarquia social utilitzats a la cristiandat (Europa cristiana) des de l'edat mitjana fins a l'inici de l'Europa moderna. Al llarg del temps i llocs es van desenvolupar diferents sistemes per classificar els membres de la societat en estaments. Aquesta forma d'organització social característica de l'antic règim, es coneix com societat estamental.
El sistema més conegut és el francès de l'anomenat Ancien Régime (Antic Règim), un sistema de tres estaments existent fins a la Revolució Francesa (1789-1799). La monarquia incloïa el rei i la reina, mentre que el sistema estamental estava format per clergues (el primer estament), nobles (segon estament), camperols i burgesos (tercer estament). En algunes regions, especialment a Escandinàvia i Rússia, els burgesos (la classe mercant urbana) i els comuns rurals es van dividir en estaments separats, creant un sistema de quatre estaments amb els comuns rurals en el darrer esgraó: el quart estat. A més, els pobres no propietaris podien quedar fora dels estaments, deixant-los sense drets polítics. A Anglaterra, va evolucionar un sistema de dos estaments que combinava noblesa i clergat en un estament senyorial junt amb un de "comuns" com a segon. Aquest sistema va produir les dues cambres del parlament, la Cambra dels Comuns i la Cambra dels Lords. Al sud d'Alemanya, es va utilitzar un sistema de tres estaments entre noblesa (prínceps i alt clergat), cavallers i burgesos. A Escòcia, els tres estaments eren el clergat, la noblesa i la burgesia, representant aquesta darrera tant la classe mitjana com la baixa. Els estaments hi formaven el parlament escocès. Al Principat de Catalunya, les arrels de la institució parlamentària a Catalunya fou l’organització en els Tres Braços: el "braç militar" amb representants de la noblesa feudal, el "braç eclesiàstic" amb representants de la jerarquia religiosa i el braç reial (o braç popular) amb representants dels municipis lliures sota privilegi reial.
Avui dia, els termes tres estaments o estats de vegades es poden reinterpretar per referir-se a la moderna separació de poders dels estats en el poder legislatiu, executiu i judicial. A més, el terme modern del quart poder sol referir-se a forces fora de l'estructura de poder establerta (evocant els sistemes medievals dels tres estaments), habitualment fent referència a la premsa o als mitjans independents. Històricament, a l’Europa del Nord i de l’Est, el quart era una divisió del tercer estament, i podia estar format per plebeus rurals.

## Mobilitat social
Durant l'edat mitjana, ascendir cap a altres classes socials era poc freqüent i molt difícil.
L’Església medieval era una institució on la mobilitat social era més probable que s'arribés a un cert nivell per als plebeus (generalment a la del vicari general o l’ abat/abadessa). Normalment, només la noblesa era nomenada per als càrrecs més elevats de l'església (bisbes, arquebisbes, caps d’ordes religiosos, etc.), tot i que la baixa noblesa podia aspirar als càrrecs més elevats de l'església. Com que el clergat no es podia casar, aquesta mobilitat es limitava teòricament a una generació. El nepotisme era freqüent en aquest període.
Una altra forma possible d'ascendir de la seva posició social era a través d'un èxit militar o comercial excepcional. Aquestes famílies eren poc habituals i el seu ascens a la noblesa va requerir el patrocini reial d'alguna manera. No obstant això, com que les línies nobiliàries es podien extingir de forma natural, eren necessaris alguns ennobliments periòdicament.

## Dinàmica
"L'especulació política medieval està impregnada d'una medul·la amb la idea d'una estructura de la societat basada en ordres diferents", va observar Johan Huizinga. Els termes pràcticament sinònims estament i ordre designaven una gran varietat de realitats socials, no tan sols limitades a una classe, sinó també totes les funcions socials, cada ofici, cada agrupació reconeixible.
| « | Hi ha, en primer lloc, els estaments del regne, però també hi ha els oficis, l'estat de matrimoni i el de virginitat, i l'estat del pecat. A la cort, hi ha les "quatre estats del cos i la boca": mestres de pa, portadors de copes, tallistes i cuiners. A l’Església hi ha ordres sacerdotals i ordes monàstiques. Finalment hi ha els diferents ordres de cavalleria. | » |

Aquesta visió estàtica de la societat es basava en posicions heretades. Els plebeus eren universalment considerats l’ordre més baix. Hi havia una necessària dependència dels estaments més alts respecte la producció dels plebeus però, sovint, dividia encara més la gent comuna, altrament igual, en burgesos de les ciutats i pobles del regne, i els camperols i serfs de les terres i pobles circumdants del regne. L'estament i la posició d’una persona en general eren heretats del pare i de la seva ocupació, de manera similar a una casta dins d’aquest sistema. A moltes regions i regnes també hi havia grups de població nascuts fora dels estaments específicament existents al lloc.
Els òrgans legislatius o òrgans assessors de la monarquia s'agrupaven tradicionalment al llarg d’aquests estaments, estant el monarca per sobre dels tres estaments. Les reunions dels estaments es van convertir en primers parlaments legislatius i judicials. Sovint els monarques intentaven legitimar el seu poder exigint-los juraments de fidelitat. Avui dia, a la majoria de països, els estaments han perdut tots els seus privilegis legals i són principalment d’interès històric i nominal. La noblesa pot ser una excepció, per exemple a causa de la legislació contra falsos títols; de la mateixa manera, el govern britànic manté la distinció històrica de forma testimonial: la Cambra dels Lords i la Cambra dels Comuns.
Un dels primers pamplets polítics que tractava aquestes idees fou "Què és el tercer estat? " (en francès: Qu'est-ce que le tiers-état?). Va ser escrita per l’abat Emmanuel Joseph Sieyès el gener de 1789, poc abans de l’inici de la Revolució Francesa.

## Antecedents
Després de la caiguda de l'Imperi Romà d’Occident, es van desenvolupar nombrosos regnes geogràfics i ètnics entre els pobles propis d’Europa, que van afectar la seva vida secular del dia a dia; juntament amb aquests, la creixent influència de l'Església catòlica i del seu Papat va afectar la vida i les decisions ètiques, morals i religioses de tothom. Això va conduir a la dependència mútua entre els poders seculars i religiosos per a la guia i la protecció públiques, però amb el pas del temps i amb el poder creixent dels regnes, les realitats seculars competidores es van diferenciar cada cop més de l’idealisme religiós i de les decisions de l’Església.
Els nous senyors de la terra es van identificar principalment com a guerrers, però com que les noves tecnologies de guerra eren costoses, i els lluitadors necessitaven recursos materials importants i de temps ociós considerable per entrenar-se, es van haver de cobrir aquestes necessitats. La transformació econòmica i política del camp en el període es va omplir amb un gran creixement de la població, la producció agrícola, les innovacions tecnològiques i els centres urbans; els moviments de reforma i renovació van intentar aguditzar la distinció entre els estatus clerical i laic, i el poder, reconegut per l'Església, també va tenir el seu efecte.
Al seu llibre The Three Orders: Feudal Society Imagined, el medievalista francès Georges Duby ha demostrat que, en el període 1023-1025, el primer teòric que va justificar la divisió de la societat europea en els tres estaments va ser Gerard de Cambrai, el bisbe de l'arquebistat de Cambrai, al nord de França.
Com a resultat de la controvèrsia d'investidura de finals del segle XI i principis del xii, el poderós càrrec de l'emperador del Sacre Imperi Romanogermànic va perdre gran part del seu caràcter religiós i va mantenir una preeminència universal més nominal que no pas real sobre altres governants, tot i que va variar. La lluita per la investidura i el moviment reformista també va legitimar totes les autoritats seculars, en part per la seva obligació de fer complir la disciplina.
Als segles xi i xii els pensadors argumentaven que la societat humana consistia en tres ordres: els que resen, els que lluiten i els que treballen. L'estructura del primer ordre, el clergat, ja existia el 1200 i va romandre intacta individualment fins a les reformes religioses del segle XVI. El segon ordre, els que lluiten, era el rang políticament poderós, ambiciós i perillós. Els reis es van esforçar per assegurar-se que no es resistís a la seva autoritat. La categoria general dels que treballen (específicament aquells que no eren guerrers o nobles cavallers) es va diversificar ràpidament després del segle XI en el món viu i enèrgic de camperols, artesans qualificats, comerciants, financers, professionals laics i empresaris, que junts impulsaven l'economia europea fins als seus èxits més importants.
Al segle XII, la majoria dels pensadors polítics europeus van acordar que la monarquia era la forma ideal de governança. Això es deu al fet que imitava a la terra el model establert per Déu per a l'univers; va ser la forma de govern dels antics hebreus i la base bíblica cristiana, l'Imperi Romà posterior, i també els pobles que van succeir Roma després del segle IV.

## Regne de França

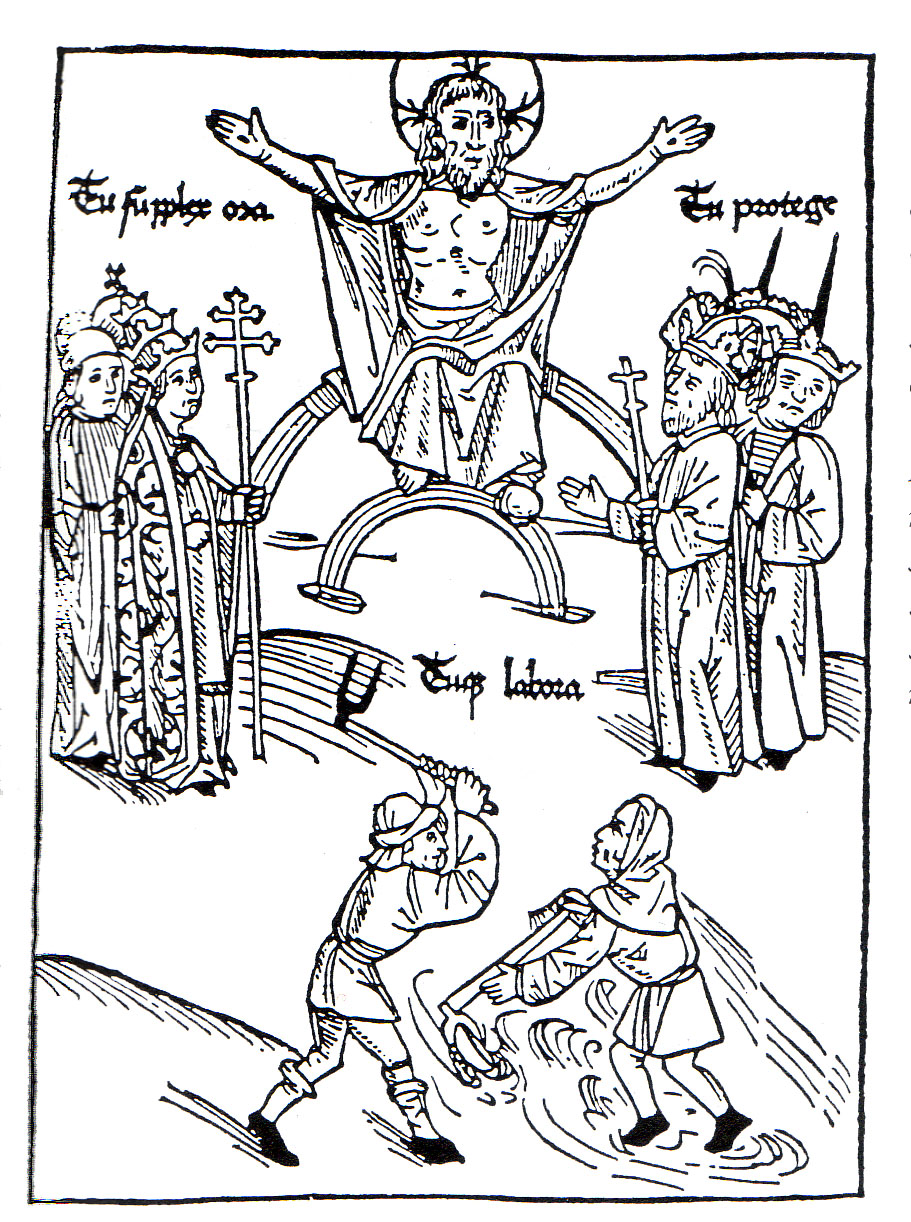
Representació dels Tres estaments sota la senyoria de Jesucrist. Se'ls etiqueta "Tu supplex ora" (reses), "Tu protege" (tu protegeixes), "Tuque labora" (i tu treballes).

La França sota l'Antic Règim (abans de la Revolució Francesa) dividia la societat en tres estaments: el Primer Estat (clergat); el Segon Estat (noblesa); i el Tercer Estat (plebeus). Es considerava que el rei no pertanyia a cap estament en concret.

### Primer Estament
El primer estament comprenia tot el clergat i els religiosos, tradicionalment dividits en clergues "superiors" i "inferiors". Tot i que no hi havia una demarcació formal entre les dues categories, el clergat superior era, efectivament, noblesa clerical, de les famílies del Segon Estament. En temps de Lluís XVI, tots els bisbes de França eren nobles, una situació que no havia existit abans del segle xviii.

### Segon Estament
El segon estament (en francès deuxieme état) era la noblesa francesa i (tècnicament, encara que no era d'ús comú) la família reial, que no fos el propi monarca, que es trobava fora del sistema estamental. El Segon Estament es dividia tradicionalment en noblesse d'épée ("noblesa de l'espasa") i noblesse de robe ("noblesa de la bata"), la classe que administrava justícia reial i govern civil i estava exempt de les corvees royales (prestacions personals o treball forçat a les carreteres) i de la majoria dels altres impostos, com la gabelle (impost sobre la sal) i el més important, la taille (la forma més antiga de tributació directa). Aquesta exempció del pagament d'impostos va provocar la seva reticència a la reforma.

### Tercer Estament
El Tercer Estament (en francès Tiers état) comprenia tots aquells que no eren membres de cap dels anteriors i es poden dividir en dos grups, urbans i rurals, que representen junts més del 90% de la població de França. El nucli urbà incloïa jornalers assalariats. Les zones rurals incloïen camperols lliures (que posseïen les seves pròpies terres) que podien ser pròspers i vilatans (serfs o camperols que treballaven a la terra d’un noble). Els camperols lliures pagaven impostos desproporcionadament elevats en comparació amb els altres estaments i no estaven satisfets perquè volien més drets. A més, el primer i el segon estaments es basaven en el treball del tercer, cosa que feia que el seu estatus inferior fos encara més flagrant.
Es calculava que hi havia 27 milions de persones al Tercer Estament quan va començar la Revolució Francesa.
Van tenir una dura vida de treball físic i escassetat d'aliments. La majoria van néixer dins d’aquest grup i també van morir com a part d’aquest. Era extremadament rar que les persones d’aquest estatus adscrit ascendissin a un altre estament. Aquells que ho van fer van aconseguir ser reconeguts per la seva extraordinària valentia en una batalla o entrar a la vida religiosa. Uns quants plebeus es van poder casar amb el Segon Estat, però això va ser rar.

### Estats Generals
El primer Estament General (que no s'ha de confondre amb una "classe de ciutadà") va ser en realitat una assemblea ciutadana general que va ser convocada per Felip IV el 1302.
Durant el període previ als estats generals de 1789, França es trobava en mans d’un deute públic inmanejable. El maig de 1776, el ministre de Finances Turgot va ser destituït, després de no aprovar reformes. L'any següent, Jacques Necker, un estranger, va ser nomenat controlador general de finances. No va poder ser ministre oficial perquè era protestant. La inflació dràstica i l'escassetat generalitzada d'aliments van ajudar a provocar una enorme fam a l'hivern de 1788–89. Això va provocar un descontentament popular generalitzat i va produir un grup de representants del Tercer Estat (612 exactament) pressionant un conjunt de reformes relativament radical, en gran manera en línia amb els objectius del ministre de Finances Jacques Necker, però molt en contra dels desitjos de Lluís XVI. La cort i molts dels nobles hereditaris que formaven els seus aliats del Segon Estat (almenys aliats contra la presa de més impostos sobre si mateixos i mantenint la desigual imposició sobre els plebeus).
Quan no va poder persuadir-los perquè signessin el seu "programa ideal", Lluís XVI va intentar dissoldre els estats generals, però el Tercer Estat va defensar el seu dret a la representació. El clergat inferior (i alguns nobles i clergues superiors) va acabar fent costat al Tercer Estat, i el rei es va veure obligat a cedir. Per tant, la reunió Estat-General va ser una invitació a la revolució.
Al juny, quan les contínues topades van provocar un deteriorament de les relacions, els estats generals es van reconstituir primer com a Assemblea Nacional (17 de juny de 1789) buscant una solució per al regne independent de la gestió del rei de les reunions dels estats generals, que ocasionalment va continuar reunint-se. Aquestes reunions autoorganitzades es defineixen avui dia com l'esdeveniment d’època que va originar l’època històrica (era) de la Revolució Francesa, durant la qual -després de diverses setmanes més de disturbis civils- l’organisme va assumir un nou estatus de legislatura revolucionària, l'Assemblea Nacional Constituent (9 de juliol de 1789).
Aquest òrgan unitari, format pels antics representants dels tres estats, va començar a governar juntament amb un comitè d'emergència en el buit de poder existent després de la fugida de la monarquia borbònica de París. En l'Assemblea hi havia Maximilien Robespierre, un influent president dels jacobins que anys després es convertiria en un instrument decisiu en el turbulent període de violència i convulsions polítiques a França conegut com a Regnat del Terror (5 de setembre de 1793 - 28 de juliol de 1794).

## Gran Bretanya i Irlanda
Tot i que els estaments mai no es van formular de manera que impedís la mobilitat social, el parlament anglès (posteriorment el britànic) es va basar durant molt de temps seguint les línies clàssiques estamentals que es componen del "Lords Spiritual and Temporal, and Commons". La tradició on els senyors espirituals i temporals seien separats dels comuns va començar durant el regnat d'Eduard III al segle XIV.
Malgrat la Llei de la Cambra dels Lords de 1999, el Parlament britànic encara reconeix l'existència dels tres estaments: els Comuns a la Cambra dels Comuns, la noblesa (Lords Temporal) a la Cambra dels Lords, i el clergat en forma dels bisbes de l'Església d'Anglaterra també tenien dret a seure a la cambra alta com a Lords Spiritual.

### Escòcia
Els membres del Parlament d'Escòcia eren coneguts col·lectivament com els Tres estaments (escocesos ancians: Thre Estaitis), també coneguda com la comunitat del regne, i fins al 1690 compost per:
- el primer estament de prelats (bisbes i abats)
- el segon estament dels lairds (ducs, comtes, pars parlamentaris (després de 1437) i inquilins en cap laics)
- el tercer estament dels comissaris de burges (representants escollits pels burges reials)

El Primer Estament va ser enderrocat durant la Gloriosa Revolució i l'adhesió de Guillem II. El Segon Estament es va dividir en dos per conservar la divisió en tres.
Un comissari de la comarca era l'equivalent més proper al concepte d'ofici anglès de membre del Parlament, és a dir, un plebeu o membre de la baixa noblesa. Com que el Parlament d'Escòcia era unicameral, tots els membres seien a la mateixa cambra, a diferència de la Cambra dels Lords i la Cambra dels Comuns anglesos, separats.
El parlament també tenia circumscripcions universitàries (vegeu Antigues universitats d'Escòcia). El sistema també va ser adoptat pel Parlament d'Anglaterra quan Jaume VI va ascendir al tron anglès. Es creia que les universitats estaven afectades per les decisions del Parlament i, per tant, hi haurien de tenir representació. Això va continuar al Parlament de Gran Bretanya després de 1707 i al Parlament del Regne Unit fins a 1950.

### Irlanda
Després de la invasió normanda d'Irlanda del segle XII, l'administració de la senyoria anglo-normanda d'Irlanda es va modelar a la del Regne d'Anglaterra. Com a Anglaterra, el Parlament d'Irlanda va sortir del "gran consell" del Magnum Concilium convocat pel governador principal d'Irlanda, al qual van assistir el consell (curia regis), els magnats (senyors feudals) i els prelats (bisbes i abats). La pertinença es basava en la fidelitat al rei i en la preservació de la pau del rei, de manera que el nombre fluctuant de reis gaèlics irlandesos autònoms estava fora del sistema; tenien les seves pròpies disposicions fiscals de dret Brehon. Els representants elegits es testifiquen per primera vegada el 1297 i continuadament a partir del segle XIV. El 1297, els comtats van ser representats per primera vegada per cavallers elegits de la comarca (els sheriffs els havien representat anteriorment). El 1299 estaven representades les ciutats. A partir del segle xiv, la distinció del parlament anglès era que les deliberacions sobre el finançament de les esglésies es feien al Parlament en lloc de Convocacions específiques. La separació de la Cambra dels Lords irlandesa de la Cambra dels Comuns irlandesa elegida s'havia dut a terme al segle XV. Els procuradors escollits pel clergat inferior de cada diòcesi van formar una casa o un estament separat fins al 1537, quan van ser expulsats per la seva oposició a la reforma irlandesa. El Parlament d'Irlanda es va dissoldre després de l'Acta de la Unió del 1800 i, en canvi, Irlanda es va unir al Regne de Gran Bretanya per formar el Regne Unit ; 100 diputats irlandesos representaven el Tercer Estat a la Cambra dels Comuns a Londres, mentre que una selecció de càrrecs hereditaris (normalment uns 24 representants) representaven la noblesa irlandesa a la Cambra dels Lords. A més, es reservaven quatre escons com a Lords Spiritual per al clergat de l'Església d'Irlanda: un arquebisbe i tres bisbes a la vegada, alternant lloc després de cada sessió legislativa. Després del desestabliment de l'Església d'Irlanda el 1871, no es van crear més escons per als bisbes irlandesos.

## Corona d'Aragó

### Principat de Catalunya
Segons l'historiador nord-americà Thomas Bisson, el Parlament de Catalunya es va constituir per primera vegada el 1283 com a Corts catalanes sota el regnat de Pere II el Gran, i diversos historiadors l'han considerat com un model de parlament medieval. Per exemple, l'historiador anglès del constitucionalisme Charles Howard McIlwain va escriure que el Tribunal General de Catalunya, durant el segle xiv, tenia una organització més definida i es reunia amb més regularitat que els parlaments d'Anglaterra o França.
Les arrels de la institució parlamentària a Catalunya es troben a les assemblees de pau i treva que van començar el segle xi. Els membres dels tribunals catalans s'organitzaren en els Tres Estaments (Tres Braços o Tres Estaments de la Terra):
- braç militar: "estament militar" amb representants de la noblesa feudal
- braç eclesiàstic: "estament eclesiàstic" amb representants de la jerarquia religiosa
- braç reial o braç popular: "estament reial" amb representants dels municipis lliures sota privilegi reial

Segons aquest sistema, només eren vàlids els acords entre el rei i els estaments de la terra, ja fossin a iniciativa d'un (constitucions) o dels altres (capítols de Cort). També havien de ser sancionades per les Corts les disposicions promulgades pel rei en l’interval en què les Corts no eren reunides. De fet, el rei renunciava a ser el poder legislador exclusiu.
La institució parlamentària fou abolida el 1716, juntament amb la resta d’institucions del Principat de Catalunya, després de la Guerra de Successió.

### Els Tres Braços a la resta de la Corona d'Aragó
El sistema estamental dels Tres Braços eren comuns entre els diferents territoris de la Corona d'Aragó, i es reunien en les respectives Corts Valencianes i Corts d'Aragó, que tenien el mateix funcionament. El Regne de Mallorca no convocava Corts, i enviava en canvi representants a les Corts del Principat. Totes tres es reunien conjuntament en les Corts Generals d'Aragó, normalment sempre a la frontera entre ambdós territoris (a Montsó o Fraga).

## Regne de Lleó i Regne de Castella
El 1188 el rei lleonès Alfons IX va convocar per primera vegada el poble pla a participar en les decisions de la cúria règia, les Corts de Lleó de 1188, mentre que el rei castellà Alfons VIII havia permès mesos abans a Carrión de los Condes l'assistència dels ciutadans sense possibilitat de vot. Lleó va ser la primera convocatòria de corts amb participació popular efectiva de la història d'Europa després de la caiguda de l'Imperi Romà, cinquanta anys abans que les corts angleses, segons el reconeixement de la UNESCO de 2013 en la seva Memòria del Món. Amb el temps, les corts lleoneses es van començar a convocar al costat de les castellanes, encara que per separat, fins i tot en una mateixa ciutat (Valladolid, 1293), fins al segle xv.

## Suècia i Finlàndia
Els estaments de Suècia (inclosa Finlàndia) i més tard el Gran Ducat de Finlàndia de Rússia, eren quatre; els dos estaments superiors, noblesa i clergat, i els dos estaments inferiors, burgesos i camperols propietaris de terres. Tots eren homes lliures i tenien drets i responsabilitats específics i el dret d’enviar representants al Riksdag dels estaments (Parlament de Suècia). El Riksdag i, més tard, la Dieta de Finlàndia van ser tetracamerals: al Riksdag, cada estament votava com un únic organisme. Des de principis del segle xviii, un projecte de llei necessitava l'aprovació d'almenys tres estats per aprovar-se, i les esmenes constitucionals requerien l'aprovació de tots els estats. Abans del segle xviii, el rei tenia dret a emetre un vot decisiu si els estaments empataven.
Després de la conquesta de Finlàndia per part de Rússia el 1809, els estaments de Finlàndia van jurar fidelitat a l'Emperador a la Dieta de Porvoo. Una "Casa de la Noblesa finlandesa" es va establir el 1818 d’acord amb l’antiga llei sueca de 1723. No obstant això, després de la Dieta de Porvoo, la Dieta de Finlàndia només es va tornar a reunir el 1863. Mentrestant, durant un període de 54 anys, el país només es va governar administrativament.
També hi havia població fora dels estaments. A diferència d'altres zones, la gent no tenia estaments "predeterminats" i no eren camperols tret que provinguessin de la família d'un propietari de terres.
A Suècia, el Riksdag dels estaments va existir fins que va ser substituït per un Riksdag bicameral el 1866, que donava drets polítics a qualsevol persona amb uns ingressos o propietats determinats. Malgrat tot, molts dels líders polítics del segle xix van continuar sorgint dels antics estaments, ja que eren nobles o representaven interessos agrícoles i urbans. Els ennobliments van continuar fins i tot després que els estaments haguessin perdut la seva importància política, amb el darrer ennobliment de l'explorador Sven Hedin que es va produir el 1902; aquesta pràctica es va abolir formalment amb l'adopció de la nova Constitució de Suècia l'1 de gener de 1975, mentre que l'estatus de la Casa de la Noblesa es va continuar regulant per llei fins al 2003.
A Finlàndia, aquesta divisió jurídica va existir fins al 1906, quan es va constituir l'Eduskunta, un parlament modern, encara basant-se en la constitució sueca de 1772. No obstant això, a principis del segle XX la majoria de la població no pertanyia a cap estament i no tenia representació política. Una classe particularment nombrosa eren els agricultors en situació de lloguer, que no posseïen la terra que cultivaven, sinó que havien de treballar a la granja del propietari per pagar la seva renda (a diferència de Rússia, no hi havia esclaus ni serfs). A més, els treballadors industrials que vivien a la ciutat no estaven representats pel sistema de quatre estaments.
El sistema polític es va reformar arran de la vaga general finlandesa de 1905, amb la darrera Dieta que va instituir una nova llei constitucional per crear el sistema parlamentari modern, posant fi als privilegis polítics dels estaments. La constitució posterior a la independència del 1919 prohibia l'ennobliment i el 1920 s'aboliren tots els privilegis fiscals. Els privilegis dels estaments van ser abolits oficialment i finalment el 1995, tot i que en la pràctica jurídica, els privilegis feia temps que no eren aplicables. Com a Suècia, la noblesa no ha estat abolida oficialment i els registres de noblesa encara són mantinguts voluntàriament per la Casa de la Noblesa finlandesa.
A Finlàndia, encara és il·legal i es pot sancionar amb presó, de fins a un any, el frau contra el matrimoni declarant un nom o un estament falsos (codi penal finlandès, capítol 18, apartat 1).

## Països Baixos
Els Països Baixos, que fins a finals de segle XVI van consistir en diversos comtats, ducats, bisbats principescos, etc., a l'àrea que ara ocupen les modernes Bèlgica, Luxemburg i els Països Baixos, no van tenir Estats Generals fins 1464, quan el duc Felip de Borgonya va establir el primer dels Estats Generals a Bruges. Més tard, als segles XV i XVI, Brussel·les es va convertir en el lloc on es reunien els Estats Generals. En aquestes ocasions, els diputats dels estaments de les diverses províncies (comtats, els prínceps-bisbats i els ducats) van demanar més llibertats. Per aquest motiu, els Estats generals no es reunien amb massa freqüència.
Com a conseqüència de la Unió d'Utrecht el 1579 i dels esdeveniments posteriors, els Estats Generals van declarar que ja no obeïen al rei Felip II d'Espanya, que era també senyor dels Països Baixos. Després de la reconquesta del sud dels Països Baixos (aproximadament Bèlgica i Luxemburg), els Estats Generals de la República Holandesa es van reunir per primera vegada permanentment a Middelburg i a La Haia a partir de 1585. Sense un rei que governés el país, els Estats Generals es van convertir en el poder sobirà. Va ser el nivell de govern on es van tractar totes les coses que preocupaven totes les set províncies que van passar a formar part de la República dels Països Baixos Units.
Durant aquest temps, els Estats Generals estaven formats per representants dels estaments de les set províncies (és a dir, dels Estats Provincials). A cada Estat General hi havia representants de la noblesa i de les ciutats (el clergat ja no estava representat; a Frísia els camperols estaven indirectament representats pels Grietmannen).
Als Països Baixos meridionals, les darreres reunions dels estats generals fidels als Habsburg van tenir lloc als Estats Generals del 1600 i als del 1632.
Com a govern, els Estats Generals de la República Holandesa van ser abolits el 1795. Es va crear un nou parlament, anomenat Nationale Vergadering (Assemblea Nacional). Ja no consistia en representants dels estaments ni dels Estats Generals de les províncies: tots els homes eren considerats iguals segons la Constitució de 1798. Finalment, els Països Baixos van passar a formar part de l'Imperi Francès sota Napoleó (1810: La Hollande est reunie à l'Empire).
Després de recuperar la independència el novembre de 1813, la denominació "Estats Generals" va ressuscitar per a una legislatura constituïda el 1814 i elegida pels Estats Provincials. El 1815, quan els Països Baixos es van unir amb Bèlgica i Luxemburg, els Estats Generals es van dividir en dues cambres: la Primera Cambra i la Segona Cambra. Els membres de la Primera Cambra van ser designats de per vida pel rei, mentre que els membres de la Segona Cambra eren elegits pels membres dels Estats Provincials. Els Estats Generals van residir a La Haia i Brussel·les en anys alterns fins al 1830, quan, com a resultat de la Revolució belga, l'Haia es va tornar a convertir en l'única residència dels Estats Generals, i Brussel·les en el lloc on allotjar el recentment fundat Parlament belga.
A partir de 1848, la Constitució holandesa preveu que els membres de la Segona Cambra siguin elegits pel poble (al principi només per una porció limitada de la població masculina; el sufragi universal masculí i femení existeix des de 1919), mentre que els membres de la Primera Cambra són elegits pels membres dels Estats Provincials. Com a resultat, la Segona Cambra es va convertir en la més important. La Primera Cambra també s'anomena Senat. No obstant això, aquest no és un terme utilitzat a la Constitució.
Ocasionalment, la Primera i la Segona cambres es reuneixen en una Verenigde Vergadering (sessió conjunta), per exemple a Prinsjesdag, l'obertura anual de l'any parlamentari i quan es nomena un nou rei.

## Sacre Imperi Romanogermànic
El Sacre Imperi Romanogermànic tenia la Dieta Imperial (Reichstag). El clergat estava representat pels prínceps-bisbes independents, els prínceps arquebisbes i els prínceps-abats dels nombrosos monestirs. La noblesa estava formada per governants aristocràtics independents: prínceps electors seculars, reis, ducs, marcgravis, comtes i altres. Els burgesos estaven formats per representants de les ciutats imperials independents. Molts pobles els territoris dels quals havien estat independents durant segles del Sacre Imperi Romanogermànic no tenien representants a la Dieta Imperial, i això incloïa els cavallers imperials i pobles independents. El poder de la Dieta Imperial era limitat, tot i els esforços de centralització.
Els grans regnes de la noblesa o del clergat tenien propietats i podien exercir un gran poder en els afers locals. Les lluites pel poder entre governants i estaments eren comparables a esdeveniments similars de la història dels parlaments britànic i francès.
La Lliga de Suàbia, una important potència regional a la seva part d'Alemanya durant el segle xv, també tenia el seu propi tipus d'Estaments, un Consell federal governant que comprenia tres col·legis: els de prínceps, ciutats i cavallers.

## Imperi rus
Al final de l'Imperi rus els estaments s'anomenaven sosloviyes (classe o estament en rus). Els quatre estaments principals eren: noblesa (dvoryanstvo), clergat, habitants rurals i habitants urbans, amb una estratificació més detallada. La divisió en estaments era de naturalesa mixta tradicional, ocupacional i formal: per exemple, la votació a Duma es feia a través d'estaments. El cens de l'Imperi Rus registrava l'estament reportat d'una persona.

## Regne de Portugal
Al Regne Medieval de Portugal, les "Corts" eren una assemblea de representants dels estaments del regne: la noblesa, el clergat i la burgesia. Va ser convocat i acomiadat pel rei de Portugal a voluntat, en un lloc que ell escollís. Les Corts que reunien els tres estaments, de vegades es distingeixen com a "Corts-Gerais" (Corts Generals), a diferència de les assemblees més petites que només reunien un o dos estaments, per negociar un punt específic que els afectava o implicava només a ells.